# Setophiale unisetulata
Setophiale unisetulata är en svampart som beskrevs av Matsush. 1995. Setophiale unisetulata ingår i släktet Setophiale, divisionen sporsäcksvampar och riket svampar.   Inga underarter finns listade i Catalogue of Life.